# 屏边沿阶草
屏边沿阶草（学名：Ophiopogon pingbienensis）为百合科沿阶草属下的一个种。

## 扩展阅读
- 維基物種上的相關：屏边沿阶草